# 사자암 (서울)
사자암(獅子庵)은 서울시 동작구 상도동280번지의 국사봉 아래에 위치한 대한불교조계종 종파의 사찰이다.

## 개요 및 역사
관악산 줄기인 삼성산과 가까운 국사봉 아래 위치해 있는 사찰로 1398년 무학대사가 창건한 사찰로 전해지고 있으며 삼성산이 호랑이 형상을 하였고 한양과 과천 등에서 호환(虎患)으로 인한 피해가 잦다는 점술가의 말에 따라 무학대사가 호랑이에 대한 기세를 막아내기 위해 호랑이와 쌍벽을 이루고 있다는 맹수인 사자(獅子)를 본따 사찰 이름을 '사자암(獅子庵)' 이라 지었다고 한다.
입구에는 작은 규모의 일주문이 있으며 그 옆에는 여닫이문이 붙어있었고 대웅전 역할을 하는 '극락보전(極樂寶殿)'이 있으며 계단 위로 단하각(丹霞閣)과 수세전(壽世殿)이 있다. 극락보전 옆에 있는 범종각에는 사자의 울음소리라는 뜻의 '사자후(獅子吼)'라는 현판이 있다.

## 교통
- 지하철 7호선 신대방삼거리역에서 도보로 30분 소요
- 지선버스 5538, 동작 02,11,19(동작구 마을버스)